# Усть-Волма
Усть-Волма — деревня в Крестецком муниципальном районе Новгородской области, административный центр Устьволмского сельского поселения.

## География
Деревня Усть-Волма расположена на левом берегу реки Мста и правом берегу реки Волма, при впадении Волмы в Мсту; в 32 км к северу от посёлка Крестцы.
К Усть-Волме примыкают деревни:
- Хмелёвка — на севере, на правом берегу Мсты;
- Великая Нива — на юго-востоке;
- Жерновка — на юге, на левом берегу Волмы.

## Археология
Вблизи деревни, в петле реки Волмы находятся городище, курганы и сопки VIII—IX веков.

## История
Впервые Волма упомянута в берестяной грамоте № 390, датируемой концом XIII века.
В XV—XVIII веках Усть-Волма была центром Устьволмского погоста Деревской пятины Новгородской земли.
В 1475 году Иван III ехал из Москвы в Новгород через Усть-Волму.
В Устьволмском погосте стояли две церкви, обнесённые оградами:
- Одна, каменная, во имя Апостола и Евангелиста Иоанна Богослова стояла на пригорке, на берегу Мсты. Она была воздвигнута в 1797 году на средства помещика Третьяковского. Одноэтажная каменная церковь с главкой стояла на фундаменте высотой в метр из красиво уложенных камней, к ней примыкало небольшое кладбище, где хоронили исключительно людей духовного звания. Она была «без пенья».
- В 100 м от неё находилась деревянная церковь Рождества Пречистой и Пресвятой Богородицы, построенная в 1744 году. Службы проходили в деревянной церкви с красивым деревянным иконостасом, которую очень любили прихожане.

На обеих церквах имелись колокола, и в праздники колокольный перезвон разносился по всей округе.
На Устьволмском кладбище в конце XVIII века была выстроена часовня по обету, данному Богу помещиком Третьяковским. Она располагалась по левую сторону при входе на кладбище, и по остаткам фундамента её нельзя назвать небольшой. Часовня была деревянная, имела вход в склеп, сохранившийся до сих пор. В ней совершались обряды отпевания и поминовения усопших.
Отмечена на картах 1745, 1787, 1788(лист 17), 1792, 1816, 1826—1840, 1844 годов.
Село Устьвольно имело две церкви, две часовни, земскую больницу и церковно-приходскую школу. Население, около 40 домов, состояло исключительно из торгового люда.
Под руководством К.А. Четверикова, бывшего воспитанника земской школы в Жёрновке, позже была открыта народная бесплатная библиотека-читальня им. Императора Александра II с целью народного просвещения.
На берегу Мсты в начале XX века на земле «господина Щёголева» существовала Устьволенская пристань, насчитывавшая 15 дворов, 11 домов, 27 жителей, три лавки и два трактира. Дом купца Щёголева стоял недалеко от этой пристани.
На церковной земле было 8 дворов с домами и населением 15 человек.
В 1908 году в Крестецком уезде была создана Устьволмская волость. Волостное правления находилось в деревне Любцы на реке Мсте.
В 1926 году образован Устьволмский сельсовет. В него входило 16 населенных пунктов.
Село Усть-Волма после 1917 года постепенно приходило в демографический и социальный упадок вследствие обычных для русских сёл причин, таких как «Красный террор», «сталинские» репрессии, Великая Отечественная война, урбанизация.
В память о героизме воинов, погибших в Великой Отечественной войне, при въезде в село был установлен обелиск по проекту учителя-пенсионера И.В. Кузьмина и лесничего В.И. Смирнова. На нём высечены фамилии 180 местных жителей, погибших за свободу Родины.
В 1965 году был организован совхоз «Устьволмский», чуть позже введены в строй новые ремонтные мастерские, столовая, детский сад.
В 1980-е годы стабильно работал цех животноводства: увеличивалась продуктивность скота, выполнялись планы по реализации молока и мяса государству.
В конце XX века на месте совхоза создали коллективное предприятие «Устьволмское», затем сельскохозяйственное промышленное предприятие «Устьволмское».

## Достопримечательности
- Усадьба Татищева - памятник конца XVIII века.
- Дом Щёголева. Конец XIX века.
- «Катина» чайная. Ул. Центральная, д. 50. Построена на средства купца Щёголева. Конец XIX века.
- Здание бывшей больницы. Начало XX века. Построена на средства помещика Славянинова. Освещена в 1905.
- Обелиск лётчику капитану Павлу Вавасильевичу Кулакову, командиру авиаполка, погибшему в бою 20.07.1942 и похороненному этих местах.
- Часовня на Устьволмском кладбище. XXI век.
- Часовня с иконой Параскевы Пятницы и купель у Святого ключа у реки Ветренка. XXI век.

## Легенды
- Здесь в 947 году княгиня Ольга определила погост.
- В селе располагалось имение помещика Славянинова, управляющего графа Татищева. У управляющего была красавица жена — Татьяна. В один из приездов управляющим было разыграно свидание с обличением в конце и дабы скандал не дошёл до Санкт-Петербурга, помещик недорого продал поместье Татищеву. При его «правлении» в деревне было построено два завода, кирпичный и стекольный (их фундаменты можно наблюдать за рекой Мста в лесу), восстановили пекарню и снова начали возить хлеб в Новгород (старое здание пекарни — одна из достопримечательностей деревни), а также своя мельничная электростанция на реке Волма, от которой ныне остались лишь каменные быки по бокам реки и деревянный настил перед образовавшимся водопадом.

## Население
В 2002 — 236.
| 2010 |
| ---- |
| 143  |

## Социальная сфера
В деревне есть магазин, отделение связи, дом культуры, библиотека.
Школа была расположена в здании бывшего имения Славянинова. Из-за малого количества учащихся школу закрыли.